# Spiroctenus gooldi
Spiroctenus gooldi is een spinnensoort in de taxonomische indeling van de bruine klapdeurspinnen (Nemesiidae).
Spiroctenus gooldi werd in 1903 beschreven door Purcell.